# Elecciones estatales de Veracruz de 2024
Las elecciones estatales de Veracruz de 2024, denominadas oficialmente por la autoridad electoral como el Proceso Electoral Local Ordinario 2023-2024, se llevaron a cabo el 2 de junio de 2024. Fueron organizadas por el Instituto Nacional Electoral (INE) a través del Organismo Público Local Electoral de Veracruz (OPLE) y en ellas se renovaron los titulares de los siguientes cargos de elección popular:
- Gobernador del Estado: Titular del poder ejecutivo estatal, electo para un periodo de seis años, no reelegible en ningún caso.[7] La candidata electa es Rocío Nahle García.
- Cincuenta diputados estatales: Treinta diputados electos por mayoría relativa y veinte designados mediante representación proporcional elegidos para un periodo de tres años, con posibilidad de reelección hasta por cuatro periodos consecutivos,[7] para integrar la LXVII Legislatura.

## Antecedentes
En los comicios previos a la gubernatura, celebrados en 2018, resultó electo Cuitláhuac García Jiménez de la coalición «Juntos Haremos Historia» que conformaron Morena, el Partido del Trabajo (PT) y el extinto Partido Encuentro Social (PES) con 1 667 239 votos, 213 301 más que el candidato más próximo, Miguel Ángel Yunes Márquez, de la alianza «Por Veracruz al Frente» del Partido Acción Nacional (PAN) y Movimiento Ciudadano (MC). La victoria de García Jiménez representó la primera ocasión en que un candidato de izquierda gobernaría el estado. Tres años después, en las elecciones previas al Congreso del Estado —comicios que también incluyeron los 212 ayuntamientos— en 2021, Morena fue el partido político más votado, con un total de 1 303 927 votos, seguido del PAN con 539 405 sufragios y del Partido Revolucionario Institucional (PRI) con 366 031 apoyos. Estos dos últimos participaron, junto con el Partido de la Revolución Democrática (PRD), en la coalición total «Veracruz Va», mientras que el primero compitió en alianza parcial con el PT y el Partido Verde Ecologista de México (PVEM) bajo el nombre «Juntos Haremos Historia en Veracruz». Los resultados de los comicios dieron veinticinco escaños de mayoría relativa a la coalición Morena-PT-Verde, uno a Morena y cuatro a «Veracruz Va». Una vez finalizado el proceso electoral ordinario y uno extraordinario en 2022 —que definió la conformación de cuatro ayuntamientos—, cuatro partidos locales perdieron su registro al no alcanzar el tres por ciento de votos requerido.
Por otra parte, el Instituto Nacional Electoral (INE) publicó el 26 de enero de 2023 en el Diario Oficial de la Federación (DOF) la nueva demarcación territorial de los distritos electorales uninominales y sus cabeceras para el estado de Veracruz, dado el nuevo Censo de Población y Vivienda de 2020. La nueva división, que mantuvo el número previo de treinta distritos, aunque con cambios en algunas cabeceras, se comenzaría a utilizar en las elecciones estatales de 2024 y estaría vigente por una década. El 11 de agosto de 2022, el Congreso estatal aprobó cambios al artículo 11 de la Constitución para definir como veracruzanos a las personas con hijos nacidos en ese estado, dado que la carta magna limita las candidaturas a la gubernatura a «veracruzanos» únicamente. Tal legislación se denominó «Ley Nahle», pues se «interpretó que tendría la finalidad de permitir» que la secretaria de Energía federal, Rocío Nahle, nacida en Zacatecas, participara en los comicios de 2024. No obstante, el 31 de enero de 2023, la Suprema Corte de Justicia de la Nación (SCJN) invalidó las modificaciones con ocho votos de los once ministros, aunque «dejó abierta la vía de aspirar a este cargo cumpliendo el requisito de tener residencia de cinco años en el estado» —lo anterior con base en el artículo 116 de la Constitución Política de los Estados Unidos Mexicanos—.

## Legislación

### Sistema electoral
La Constitución Política del Estado Libre y Soberano de Veracruz de Ignacio de la Llave establece la conformación del Congreso del Estado con cincuenta diputados —treinta elegidos por el principio de mayoría relativa y veinte por el de representación proporcional— electos por un periodo de tres años, con posibilidades de reelección hasta por cuatro periodos consecutivos. La asamblea es la recipiente del poder legislativo estatal, mientras que el poder ejecutivo se deposita en el gobernador, elegido por un único periodo de seis años, sin posibilidades de volver a ocupar el puesto bajo ninguna circunstancia. La elección del mandatario estatal se lleva a cabo mediante el principio de mayoría relativa a través de sufragio universal, libre, secreto y directo. En este sentido, el Código Electoral para el Estado de Veracruz de Ignacio de la Llave determina que el voto es «universal, libre, secreto, directo, personal e intransferible» y para su ejercicio es necesario estar inscrito en el padrón electoral —y aparecer en la lista nominal de electores—, contar con credencial para votar y no tener suspendidos o perdidos los derechos políticos por situaciones judiciales.

### Partidos políticos
En las elecciones estatales tienen derecho a participar ocho partidos políticos: siete son formaciones con registro nacional: Partido Acción Nacional (PAN), Partido Revolucionario Institucional (PRI), Partido de la Revolución Democrática (PRD), Partido del Trabajo (PT), Partido Verde Ecologista de México (PVEM), Movimiento Ciudadano (MC) y Morena, y uno estatal Fuerza por México Veracruz, que mantuvo su registro local en 2022 luego de que lo perdiera como formación nacional.

### Distritos electorales
Para la elección de diputados de mayoría relativa del Congreso del Estado de Veracruz el estado se divide en 30 distritos electorales. La distritación electoral vigente fue publicada por el Instituto Nacional Electoral en julio de 2022.
| Distrito | Cabecera             | Municipios | Mapa | Distrito          | Cabecera     | Municipios |
| -------- | -------------------- | ---------- | ---- | ----------------- | ------------ | ---------- |
| 1        | Pánuco               | 10         |      | 16                | Boca del Río | 4          |
| 2        | Tantoyuca            | 10         | 17   | Alvarado          | 10           |            |
| 3        | Tuxpan               | 4          | 18   | Huatusco          | 14           |            |
| 4        | Álamo                | 11         | 19   | Córdoba           | 3            |            |
| 5        | Poza Rica            | 2          | 20   | Orizaba           | 4            |            |
| 6        | Papantla             | 9          | 21   | Río Blanco        | 10           |            |
| 7        | Martínez de la Torre | 5          | 22   | Zongolica         | 18           |            |
| 8        | Misantla             | 18         | 23   | Cosamaloapan      | 11           |            |
| 9        | Perote               | 8          | 24   | Santiago Tuxtla   | 10           |            |
| 10       | Xalapa               | 1          | 25   | San Andrés Tuxtla | 3            |            |
| 11       | Xalapa               | 1          | 26   | Cosoleacaque      | 8            |            |
| 12       | Coatepec             | 10         | 27   | Acayucan          | 9            |            |
| 13       | Emiliano Zapata      | 9          | 28   | Minatitlán        | 4            |            |
| 14       | Veracruz             | 1          | 29   | Coatzacoalcos     | 1            |            |
| 15       | Veracruz             | 1          | 30   | Coatzacoalcos     | 6            |            |

## Candidaturas y coaliciones

### Fuerza y Corazón por Veracruz
El 30 de diciembre de 2023, el Partido Acción Nacional (PAN), el Partido Revolucionario Institucional (PRI) y el Partido de la Revolución Democrática (PRD) acordaron presentarse en conjunto en las elecciones estatales bajo la coalición «Fuerza y Corazón por Veracruz». En el convenio de coalición se decidió que el PRI seleccionaría al candidato a gobernador. Para la nominación, el partido acordó realizar una encuesta para determinar al mejor perfil entre seis aspirantes: José Francisco Yunes Zorrilla, diputado del Congreso de la Unión y candidato al mismo cargo en 2018; Héctor Yunes Landa, exsenador de la república y candidato al mismo cargo en 2016; Cirilo Vázquez Parissi, presidente municipal de Cosoleacaque; Lorena Piñón Rivera, diputada del Congreso de la Unión; y Marlon Ramírez Marín y Anilu Ingram Vallines, diputados del Congreso del Estado de Veracruz.
El 24 de noviembre de 2023 la coalición designó a José Francisco Yunes Zorrilla como su candidato para la gubernatura del estado. La diputada estatal, Anilu Ingram Vallines, rechazó la designación y la describió como «un procedimiento cerrado, en lo oscurito, que no toma en cuenta a las voces de los partidos coaligados y lo que es peor, no contempla a la sociedad civil organizada». Ingram renunciaría al PRI el 21 de diciembre.

### Sigamos Haciendo Historia
El partido Movimiento Regeneración Nacional (Morena), el Partido del Trabajo (PT) y el Partido Verde Ecologista de México (PVEM) acordaron presentarse en coalición en el estado de Veracruz bajo el nombre «Sigamos Haciendo Historia». Adicionalmente se incorporó el partido Fuerza por México Veracruz únicamente en la postulación para la gubernatura, la cual es designada por Morena.
En septiembre de 2023 el partido Movimiento Regeneración Nacional (Morena) anunció el inicio de su proceso de selección para candidato a gobernador, al cual se registraron 27 interesados. El partido definió seleccionar a cuatro personas a través de su comité estatal y a otras dos mediante su comité nacional. Ambos organismos debían postular igual número de hombres y de mujeres. El 14 de octubre el partido designó como finalistas a Sergio Gutiérrez Luna, diputado del Congreso de la Unión; Manuel Huerta Ladrón de Guevara, delegado de programas para el desarrollo en Veracruz; Eric Cisneros, secretario de gobernación de Veracruz; Zenyazen Escobar, secretario de educación de Veracruz; Rocío Nahle, secretaria de energía de México; Citlalli Navarro del Rosario, directora de Planeación Aduanera en la Agencia Nacional de Aduanas de México; y Claudia Tello Espinosa, diputada del Congreso de la Unión.
La coalición designó a su candidato mediante una encuesta. Inicialmente sus resultados iban a ser publicados el 30 de octubre, pero el comité nacional del partido decidió postergar el anuncio. El 10 de noviembre el partido anunció como su candidata a gobernadora de Veracruz a Rocío Nahle.

### Movimiento Ciudadano
El partido Movimiento Ciudadano decidió competir en solitario en las elecciones estatales. El 5 de febrero de 2024 el partido designó como su candidato a gobernador a Hipólito Deschamps Espino Barros, presidente municipal de Medellín de Bravo de 2018 a 2021.

## Encuestas

### Por partido
| Encuestadora       | Fecha                    | Muestra |         |         |        |        |        |        |         | Otro/Ind | NS/NC  | MDE     |
| ------------------ | ------------------------ | ------- | ------- | ------- | ------ | ------ | ------ | ------ | ------- | -------- | ------ | ------- |
| Encuestadora       | Fecha                    | Muestra |         |         |        |        |        |        |         | Otro/Ind | NS/NC  | MDE     |
| Gii360             | agosto de 2022           | 600     | 4 %     | 4 %     | —      | 1 %    | —      | —      | 46 %    | 2 %      | 43 %   | ±3.94 % |
| Rubrum             | 18 de agosto de 2022     | 1000    | 25.3 %  | 8.8 %   | —      | —      | —      | 3.9 %  | 44.8 %  | 4.7 %    | 12.5 % | ±3.8 %  |
| Rubrum             | 14 de septiembre de 2022 | 1000    | 24.5 %  | 8.7 %   | —      | —      | —      | 3.5 %  | 45.5 %  | 5.0 %    | 12.8 % | ±3.8 %  |
| Demoscopía Digital | 15 de septiembre de 2022 | 1000    | 18.1 %  | 5.9 %   | 1.1 %  | 1.4 %  | 1.2 %  | 6.2 %  | 37.8 %  | 3.5 %    | 24.8 % | ±3.8 %  |
| Massive Caller     | 26 de septiembre de 2022 | 1000    | 13.8 %  | 7.6 %   | —      | —      | —      | 3.3 %  | 50.9 %  | 8.8 %    | 15.6 % | ±3.4 %  |
| Rubrum             | 14 de octubre de 2022    | 1000    | 24.0 %  | 9.3 %   | —      | —      | —      | 3.6 %  | 46.0 %  | 4.5 %    | 12.6 % | ±3.8 %  |
| Demoscopía Digital | 20 de octubre de 2022    | 1000    | 20.4 %  | 6.3 %   | 1.3 %  | 1.2 %  | 1.5 %  | 5.7 %  | 38.9 %  | 4.1 %    | 20.6 % | ±3.8 %  |
| Rubrum             | 26 de octubre de 2022    | 1000    | 23.5 %  | 9.7 %   | —      | —      | —      | 3.8 %  | 47.2 %  | 3.9 %    | 11.0 % | ±3.8 %  |
| Rubrum             | 8 de diciembre de 2022   | 1000    | 24.4 %  | 9.9 %   | —      | —      | —      | 3.5 %  | 43.6 %  | 4.6 %    | 14.0 % | ±3.8 %  |
| Rubrum             | 13 de enero de 2023      | 1000    | 26.5 %  | 6.5 %   | —      | —      | —      | 3.7 %  | 45.0 %  | 4.5 %    | 13.8 % | ±3.8 %  |
| TResearch          | 1 de febrero de 2023     | 1000    | 25.0 %  | 9.7 %   | —      | —      | —      | 2.5 %  | 47.5 %  | 3.5 %    | 11.8 % | ±3.8 %  |
| FUNDARMEX A.C.     | 29 de julio de 2023      | 1080    | 39.50 % | 26.47 % | 2.06 % | 3.09 % | 1.10 % | 2.01 % | 25.77 % | 2.01 %   | —      | ±3.5 %  |

### Por candidato
| Encuestadora          | Fecha                    | Muestra | Yunes | Nahle | Deschamps | N/NS/NC | MDE   |
| --------------------- | ------------------------ | ------- | ----- | ----- | --------- | ------- | ----- |
| Encuestadora          | Fecha                    | Muestra |       |       |           | N/NS/NC | MDE   |
| Electoralia           | 15 de febrero de 2024    | 1000    | 39.5% | 50.2% | 5.5%      | 4.8%    | ±3.5% |
| Rubrum                | 20 de febrero de 2024    | 1000    | 29.6% | 51.5% | 3.4%      | 15.5%   | ±3.8% |
| Polls                 | 20 de febrero del 2024   | 1500    | 35%   | 40%   | 3%        | 17%     | ±3.0% |
| Demoscopia digital    | 24 de febrero de 2024    | 1000    | 27.5% | 50.7% | 7.4%      | 14.4%   | ±3.8% |
| Electoralia           | 5 de marzo de 2024       | 1000    | 40.8% | 49.2% | 5.4%      | 4.6%    | ±3.5% |
| Campaigns & Elections | 11 de marzo de 2024      | 400     | 33%   | 49%   | —         | 18%     | ±4.9% |
| Rubrum                | 12 de marzo de 2024      | 1000    | 31.9% | 50.2% | 4.9%      | 13.0%   | ±3.8% |
| Campaigns & Elections | 2 de abril de 2024       | 400     | 33%   | 48%   | 5%        | 14%     | ±4.9% |
| Rubrum                | 2 de abril de 2024       | 1000    | 33.7% | 49.7% | 3.9%      | 12.7%   | ±3.8% |
| Demoscopia digital    | 2 de abril de 2024       | 1000    | 31.9% | 46.5% | 5.3%      | 16.3%   | ±3.8% |
| Electoralia           | 5 de abril de 2024       | 1000    | 41.6% | 48.5% | 5.5%      | 4.4%    | ±3.5% |
| Gobernarte            | 8 de abril de 2024       | 1500    | 42%   | 40%   | 6%        | 12%     | ±2.5% |
| México Elige          | 18 a 21 de abril de 2024 | 5551    | 39.3% | 38.5% | 8.4%      | 13.8%   | ±1.5% |
| El Financiero         | 26 de abril de 2024      | 1108    | 29%   | 44%   | 3%        | 24%     | ±2.9% |
| Massive Caller        | 29 de abril de 2024      | 1000    | 41.4% | 39.1% | 6.1%      | 13.4%   | ±3.4% |
| Campaigns & Elections | 29 de abril de 2024      | 400     | 40%   | 45%   | 4%        | 11%     | ±4.9% |
| La Encuesta MX        | 2 de mayo de 2024        | 1000    | 44.4% | 45.6% | 5.3%      | 4.7%    | ±3.5% |
| Gobernarte            | 2 de mayo de 2024        | 1500    | 45%   | 38%   | 7%        | 10%     | ±3.7% |
| Demoscopia digital    | 6 de mayo de 2024        | 1000    | 36.9% | 46.4% | 5.3%      | 11.4%   | ±3.8% |
| Massive Caller        | 9 de mayo de 2024        | 1000    | 42.1% | 40.0% | 7.7%      | 10.2%   | ±3.4% |
| La Encuesta MX        | 13 a 15 de mayo de 2024  | 1000    | 46.7% | 43.1% | 6.1%      | 4.1%    | ±3.5% |
| Massive Caller        | 16 de mayo de 2024       | 1000    | 42.4% | 40.1% | 6.3%      | 11.2%   | ±3.8% |
| Campaigns & Elections | 20 de mayo de 2024       | 400     | 41%   | 40%   | 6%        | 13%     | ±4.9% |
| Massive Caller        | 22 de mayo de 2024       | 1000    | 46.2% | 43.4% | 10.4%     | —       | ±3.4% |
| México Elige          | 23 de mayo de 2024       | 3898    | 56.9% | 34.7% | 6.7%      | 1.7%    | ±1.7% |
| Campaigns & Elections | 28 de mayo de 2024       | 400     | 44%   | 41%   | 6%        | 9%      | ±4.9% |
| La Encuesta MX        | 29 de mayo de 2024       | 1000    | 48.3% | 40.7% | 6.7%      | 4.3%    | ±3.5% |
| Massive Caller        | 29 de mayo de 2024       | 1000    | 47.2% | 44.0% | 8.8%      | —       | ±3.4% |

## Resultados

### Gubernatura
|  | 48.71 % |

|  | 58.90 % |

|  | 5.52 % |

|  | 3.25 % |

|  | 1.42 % |

|  | 18.60 % |

|  | 31.77 % |

|  | 10.75 % |

|  | 2.42 % |

|  | 6.80 % |

|  | 2.53 % |

|  | 100 % |

### Congreso estatal
|  | 48.44 % |

|  | 15.69 % |

|  | 8.94 % |

|  | 8.19 % |

|  | 6.56 % |

|  | 3.67 % |

|  | 2.68 % |

|  | 2.29 % |

|  | 3.54 % |

|  | 100 % |